# Arthur Schoonderwoerd
Arthur Schoonderwoerd (nacido a Utrecht en 1966) es un pianofortista, pianista, clavecinista y clavicordista holandés.

## Datos biográficos
Schoonderwoerd empezó sus estudios musicales en el piano, en el Conservatorio de Utrecht, con  Herman Uhlhorn y Alexander Warenberg. Es sucesivamente diplomado en pedagogía (1990), música concertante (1992) y música de cámara (1993). Estudia igualmente la musicología en la Universidad de Utrecht.
En 1992 se perfecciona en el piano-fuerte con Jos van Immerseel en el Conservatorio Nacional de Música de París y en 1995 logra su primer premio. En el mismo año, recibe el tercer premio de piano-fuerte en el concurso internacional  que se desarrolla durante el Festival de Música Antigua de Brujas. En 1996 es laureado juvenil del Consejo de Europa. En el mismo año en la competición internacional Van Wassenaer para conjuntos de música antigua, recibió el premio a la mejor interpretación como solista.
El trabajo de Schoonderwoerd explora la interpretación de la música para piano del siglo XVIII y XIX  y hace una recuperación importante del repertorio olvidado de esa época. También se interesa en una diversidad de instrumentos de teclado de tal periodo.

## Discografía
Solista 
- Fortepiano music from the Netherlands, obras para piano de Carolus Emanuel y Carolus Antonius Fodor, Wilms, Messemaecker - (21–24 de febrero de 1999, NM classics 92103) (OCLC 48385293 OCLC 48385293)
- Chopin
  - Mazurkas, valses & otros bailes - piano Ignace Pleyel 1836 (diciembre de 2002, Alpha 040)
  - Ballades y Nocturnos (agosto de 2008, alpha 147)
- Eckard, Sonates y menuets para pianoforte - piano-fuerte C. Clarke (1993) según modelo de Sébastian Lengerer 1793 (julio de 1996, Zig-Zag Territorios ZZT980601)
- Mozart, Integral de los sonates para piano (2005/2009, 6CD Eroica / Accent ACC 24254)

Música de cámara
- Va dio ingrata, música italiana, española y flamenca del XVI y XVII  - Juntos; La Primavera (Zig-Zag Territorios 2004)
- Boccherini, Seis cuartetos para el clavecín o pianoforte, violín, alto y baja obligada [G.259]- La Real Cámara : Emilio Moreno, violín ; Antonio Clares, alto ; Mercedes Ruiz, violonchelo (enero de 2011, Glossa)
- Mozart, Una noche en las Jacquin : Trío de las quillas K.498, Sonata a cuatro manos K.521 - Gilles Thomé, clarinete y dirección ; Emilio Moreno, alto ; Miklos Spanyi, piano-fuerte C. Clarke (1992) según modelo de Sébastian Lengerer 1793 ; así como el Conjunto 415, dir. Chiara Banchini y Sandrine Piau, soprano (9–10/23–24 de enero de 1999, 2CD Zig-Zag Territorios ZZT 99070 (1/2)) (OCLC 50446376 OCLC 50446376)[1]

Conciertos 
- Beethoven
  - Conciertos para piano 1 y 2 - Juntos Cristofori, piano-fuerte Johann Fritz, Viena 1805–1810 (mayo de 2008, Alpha 155) (OCLC 811449659 OCLC 811449659)1
  - Conciertos para piano  3 y 6 (op. 61tiene) - Juntos Cristofori (mayo de 2007, Alpha) (OCLC 811449642 OCLC 811449642)3
  - Conciertos para piano  4 y 5 - Juntos Cristofori (septiembre de 2004, Alpha 079) (OCLC 811334567 OCLC 811334567)4
- Gruber, Concerti per fortepiano 1  y 2, Sonate para piano no  - Juntos Cristofori (agosto de 2009, Pan Classics PC 10231) (OCLC 811455650 OCLC 811455650)
- Mozart
  - Conciertos para piano  nuestros 20, KV 466 y 21, KV 467 - Juntos Cristofori, pianoforte según Anton Walter, Viena c.  copia de Gerard Tuinman y Paul Poletti (6–8 de junio de 2011, Accent ACC 24265) (OCLC 811644152 OCLC 811644152)20
  - Conciertos para piano nuestros 18, KV 456 y 19, KV 459 - Juntos Cristofori (14–17 de mayo de 2012, Accent ACC 24278) (OCLC 846487035 OCLC 846487035)18
  - Concierto para piano KV 175 - tres versiones (Salzburgo Viena) - Juntos Cristofori, clavecín italiano según Giusti 1720 (copia de Geert Karman) ; piano a tangente según Spaeth & Schmahl c.  (copia de William Jurgenson) (13–17 de mayo de 2013, Accent) (OCLC 870340872 OCLC 870340872)
  - Conciertos para piano KV 238 & 246 - Juntos Cristofori (2015, Accent)
  - Conciertos para piano nuestros  KV 246 y 8 KV 238 - Juntos Cristofori (2–4 de mayo 2014, Accent) (OCLC 900884768 OCLC 900884768)
- Fodor, Concierto op. 2 ; Wilms, Concierto op. 3 ; Messemaecker, Cuarteto op. 9 no 1 : Concertos para holandés para piano - Juntos Cristofori (septiembre de 2002, Alpha 052) (OCLC 705280638 OCLC 705280638)

Canciones y melodías 
- Berlioz, La Guapa Viajera, melodías - Jérôme Correas, barítono ; Christophe Rincón, violonchelo… ; pianoforte Ignace Pleyel 1836 (2001, Alpha 024) (OCLC 811334065 OCLC 811334065)
- #Silbar invisible, Música francesa al amanecer del XX  - Debussy, Canciones de Bilitis ; 6 epígrafes antiguos, 2 poemas de Ronsard, op. 26 ; Pierné, Las 3 canciones ; Caplet, Godard… -  Sandrine Piau, soprano ; Hervé Lamy, ténor ; Gilles de Talhouët, silba (2004, Alpha 096) (OCLC 873054712 OCLC 873054712)
- Chostakovitch, Krokodil - Nadja Smirnova (soprano), Petr Migunov (baja), Graf Mourja (violin) y Marie Hallynck (violoncelle) (mayo de 2003, 2CD Alpha 055) (OCLC 811334073 OCLC 811334073)
- Mendelssohn, Auf den Flügeln de los Gesangs (Lieder) - Hans Jörg Mammel (OCLC 877887449 OCLC 877887449)
- Reichardt, Lieder y sonates - Isabelle Poulenard (15–19 de marzo de 1998, Auvidis/Astrée) (OCLC 42060734 OCLC 42060734)
- Mozart the Magician, lieder y œuvres para pianoforte - Sophie Karthäuser (soprano), Monique Simon (alto), Hans Jörg Mammel (ténor) (2005, Q Disc)
- Schubert
  - Lieder - Johanette Zomer (soprano), Egidius Kwartet, Igor Roukhadze (violín) (OCLC 156054142 OCLC 156054142)
  - Kennst Del das Land? - Lieder - Johannet Zomer (soprano), Arthur Schoonderwoerd (piano-fuerte según Anton Walter) (enero de 2003, Alpha 044)
  - Winterreise - Hans Jörg Mammel (tenor), Arthur Schoonderwoerd (pianoforte Johann Fritz c. ) (22–24 de octubre de 2005, Alpha 101) (OCLC 811451170 OCLC 811451170)
  - Die schöne Müllerin - Hans Jörg Mammel (tenor), Arthur Schoonderwoerd (fuerte-piano Nannette Streicher, Viena 1814) (2–5 de marzo de 2011, Raumklang) (OCLC 782048666 OCLC 782048666)
  - Schwanengesang - Hans Jörg Mammel (tenor), Arthur Schoonderwoerd (fuerte-piano Nannette Streicher, Viena 1814) (2012, Alpha)